# Biología marina

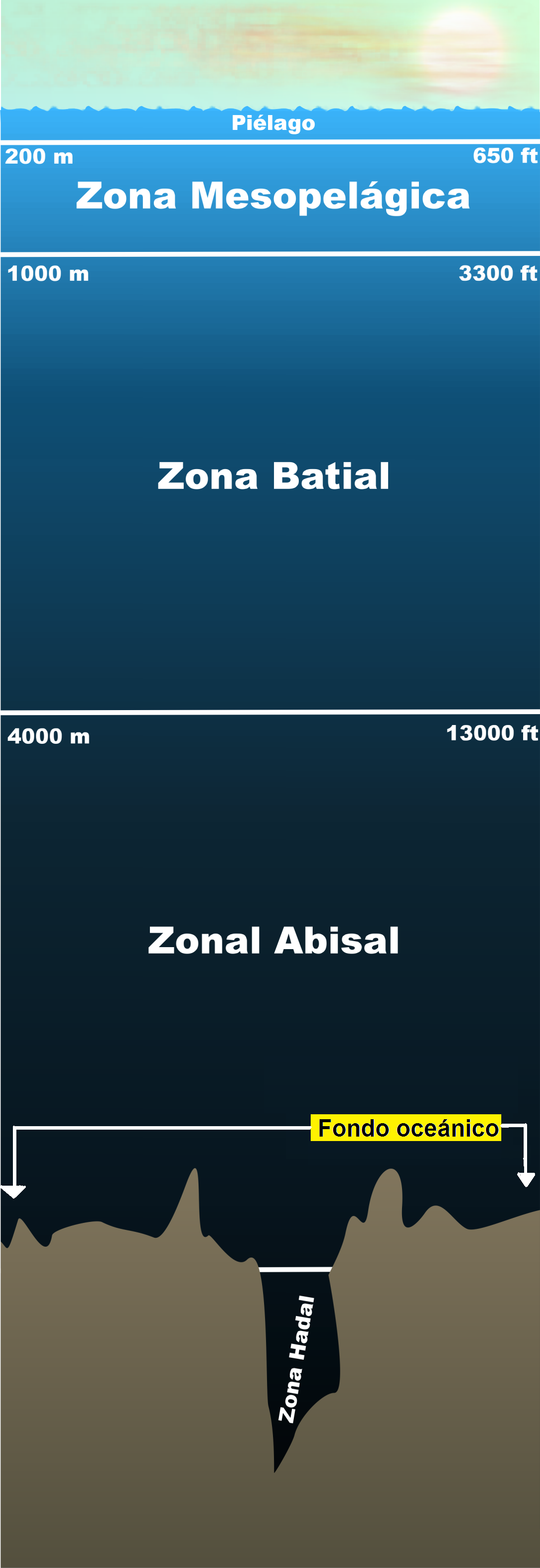
Diagrama de las zonas oceánicas.

La biología marina es la ciencia rama de la biología que estudia la vida marina, lo cual incluye el estudio de la flora, la fauna, la funga y el microbioma propios del mar, así como de las comunidades marinas que estos conforman. Se ocupa principalmente de la descripción, clasificación biológica e investigación científica de las especies que constituyen los ecosistemas marinos y de los medios oceánicos en los que habitan con ayuda de disciplinas auxiliares como la geología marina, siendo también sus principales objetivos la conservación ambiental del mar y el mantenimiento integral de todos los organismos que ahí habitan, así como la adecuada gestión de los recursos naturales de sus hábitats mediante una previa planificación para la conservación y la implementación de las medidas necesarias para erradicar o al menos reducir problemas devastadores como la contaminación marina o la sobrepesca.
La biología marina incluye el estudio de organismos que van desde el microscópico plancton, hasta enormes cetáceos como las ballenas, entre las cuales se encuentran los seres vivos más grandes del planeta. Sin embargo, es de destacarse que los océanos cubren aproximadamente el 71 % de la corteza terrestre, ante lo cual también es importante tener en consideración que la mayor parte de ellos, especialmente en sus puntos más profundos e inaccesibles, permanecen totalmente inexplorados debido a las altas presiones y a la poca o nula luz solar que llega a esas zonas. Es por estas razones que, según el Census of Marine Life, el cual es uno de los estudios más precisos que se han llevado a cabo en cuanto al recuento total de la riqueza de especies marinas, se estima que hasta ahora solo se ha investigado un 9 % de la vida en los océanos, por lo que aún se desconocerían la mayor parte de esta correspondiente a alrededor de un 91 % de las especies que habitan el mar, pues todavía ni siquiera han sido descubiertas.
Para algunos, más que una rama de la biología en sí misma, se trata de un sistema de aplicación multidisciplinaria en la que intervienen otras ciencias tales como la geología, la geografía, la química, la física y la propia biología, indispensables para el estudio global y correlacionado de los fenómenos que caracterizan el ambiente marino. Asimismo, está estrechamente relacionada con la oceanografía, la cual se subdivide en tres ramas principales: oceanografía física, oceanografía química y oceanografía biológica.

## Historia

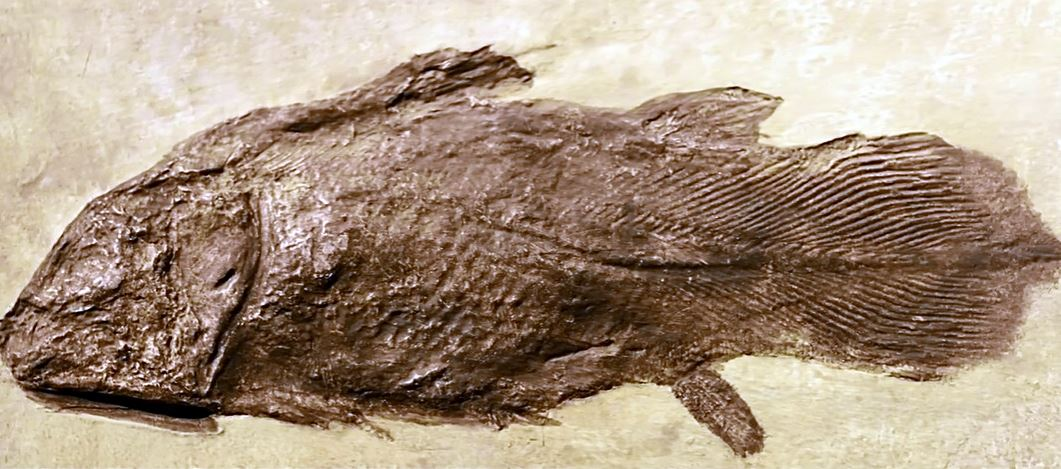
Fósil de celacanto, un pez que se creía extinto y que ahora es considerado fósil viviente.

La importancia de las aportaciones de la biología marina al estudio de la historia de la vida en general radica en el conocimiento que se tiene de que la vida muy probablemente se originó en un ambiente acuático, pues el agua es una sustancia indispensable para el desarrollo de la vida, además del descubrimiento de que durante el período del devónico tardío hace aproximadamente 400 millones de años los organismos marinos que habitaban el entonces hostil ambiente oceánico fueron gradualmente desarrollando cambios adaptativos en su sistema respiratorio y en sus extremidades motoras que les permitirían respirar y moverse en el ambiente terrestre, lo que resultó en el fenómeno conocido como salida de las aguas. Esto a su vez conduciría posteriormente a una diversificación sin precedentes de una gran parte de las especies, con lo que se ha concluido que los organismos de tierra firme de hoy en día tuvieron su origen en el agua, es decir, que los seres vivos terrestres de la actualidad son descendientes de organismos acuáticos, teniendo como antepasado común a los primeros organismos marinos que conquistaron la superficie terrestre.
En cuanto a la historia de la biología, el estudio de la biología marina se remonta a la biología de Aristóteles, cuyas observaciones de la vida en el mar alrededor de la isla de Lesbos sentaron las bases de muchos descubrimientos futuros. En el siglo XIII, Samuel Gottlieb Gmelin publicó Historia Fucorum, la primera obra dedicada a las algas marinas y el primer libro de biología marina que utilizó la nueva nomenclatura binomial de Linneo. El naturalista británico Edward Forbes es considerado generalmente como el fundador de la biología marina moderna. El ritmo de los estudios oceanográficos y de biología marina se aceleró rápidamente en el transcurso del siglo XIX.

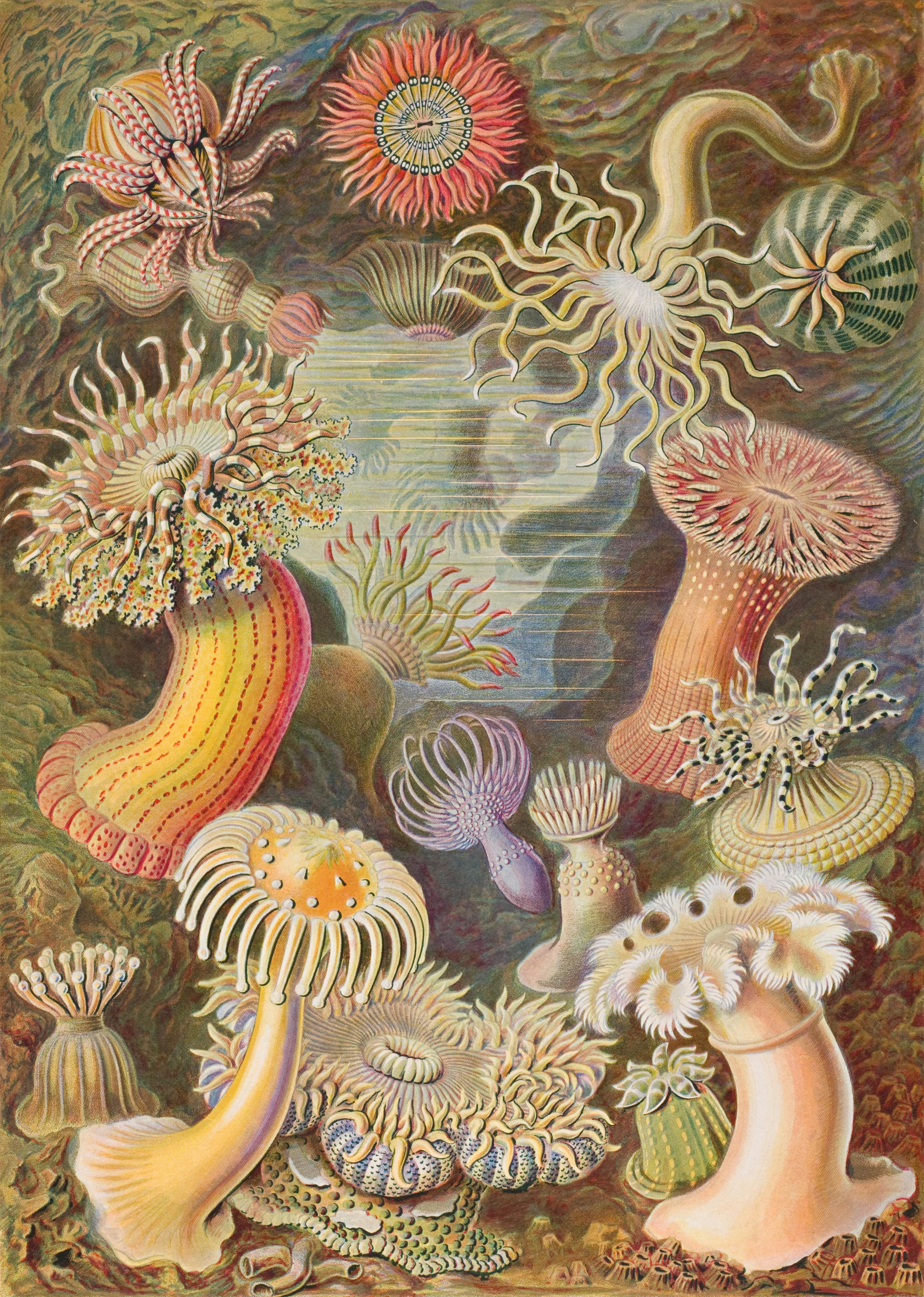
Ilustración de unas anémonas de mar en el Kunstformen der Natur de Ernst Haeckel.

Las observaciones realizadas en los inicios de la biología marina fueron impulsadas por la Era de los Descubrimientos y las exploraciones posteriores. Durante esta época, se adquirió una gran cantidad de conocimientos sobre la vida existente en los océanos del mundo. Muchos viajes contribuyeron significativamente a este acervo de conocimientos. Entre los más significativos están los viajes del HMS Beagle, en los que Charles Darwin elaboró sus teorías de la evolución biológica y la formación de los arrecifes de coral. Otro viaje de exploración importante fue la expedición Challenger, en la que se descubrió una inesperada diversidad de especies entre la flora y fauna marinas, lo que estimuló las teorías de la ecología de poblaciones que trataban de explicar cómo podía mantenerse tal variedad de vida en un entorno que se creía tan hostil. Esta época fue importante para la historia de la biología marina, pero los naturalistas seguían limitados en sus estudios porque carecían de la tecnología que les permitiera examinar adecuadamente las especies que vivían en las profundidades de los océanos.
La creación de los laboratorios marinos fue importante porque permitió a los biólogos marinos realizar investigaciones y procesar sus especímenes procedentes de las expediciones. El laboratorio marino más antiguo del mundo, la estación biológica de Roscoff, se creó en Francia en 1872. En Estados Unidos, la Institución de Oceanografía Scripps data de 1903, mientras que la destacada Institución Oceanográfica de Woods Hole se fundó en 1930. El desarrollo de tecnologías como la navegación por sonar, los equipos de buceo, los sumergibles acuáticos y los vehículos submarinos no tripulados permitió a los biólogos marinos descubrir y explorar la vida que antes se creía inexistente en las profundidades del entorno subacuático.

## Dinámica oceánica
Su estudio es importante para entender factores como la distribución de las especies marinas y la migración de peces.

### Mareas
La marea es el cambio periódico del nivel del mar producido principalmente por las fuerzas de atracción gravitatoria que ejercen el Sol y la Luna sobre la Tierra. Aunque esta atracción es ejercida sobre todo el planeta, tanto en su parte sólida como líquida y gaseosa, este artículo se refiere a la atracción de la Luna y el Sol, juntos o por separado, sobre las aguas de los mares y océanos (ver también marea del planeta Tierra). 

### Corrientes marinas
Una corriente oceánica o corriente marina es un movimiento de las aguas en los océanos y, en menor grado, de los mares más extensos. Estas corrientes tienen multitud de causas, principalmente, el movimiento de rotación terrestre (que actúa de manera distinta y hasta opuesta en el fondo del océano y en la superficie), así como el movimiento de traslación de la Tierra, la configuración de las costas y la ubicación relativa de los continentes. En cambio, los vientos constantes o planetarios constituyen prácticamente una causa inexistente, ya que algunas coincidencias entre las corrientes y los vientos planetarios se deben a que comparten una causa común, es decir, los movimientos astronómicos de la Tierra.
Así pues, suele quedar entendido que el concepto de corrientes marinas se refiere a las corrientes de agua en la superficie de los océanos y mares (como puede verse en el mapa de corrientes) mientras que las corrientes submarinas no serían sino movimientos de compensación de las corrientes superficiales. Esto significa que si en la superficie las aguas superficiales van de este a oeste en la zona intertropical por inercia (debido al movimiento de rotación terrestre, que es de oeste a este), en el fondo del océano, las aguas se desplazarán siguiendo ese movimiento de rotación de oeste a este. Sin embargo, hay que tener en cuenta que las aguas en el fondo submarino se desplazan con la misma velocidad y dirección que dicho fondo, es decir, con la misma velocidad y dirección que tiene la superficie terrestre por debajo de las aguas oceánicas. En el fondo oceánico, la enorme presión de las aguas es lo que origina una temperatura uniforme de dichas aguas en un valor que se aproxima a los 4 °C, que es cuando el agua alcanza su máxima densidad. Como resulta lógico, no existirá ningún desplazamiento relativo entre el fondo del océano y las aguas que lo cubren porque en dicho fondo, tanto la parte terrestre como oceánica, se desplazan a la misma velocidad. Sin embargo, se presenta una excepción en las corrientes frías de la zona intertropical, lo que se debe a la surgencia o  ascenso de aguas frías del fondo submarino cuando llegan al talud continental cerca de la costa.

## Clasificación de la vida marina

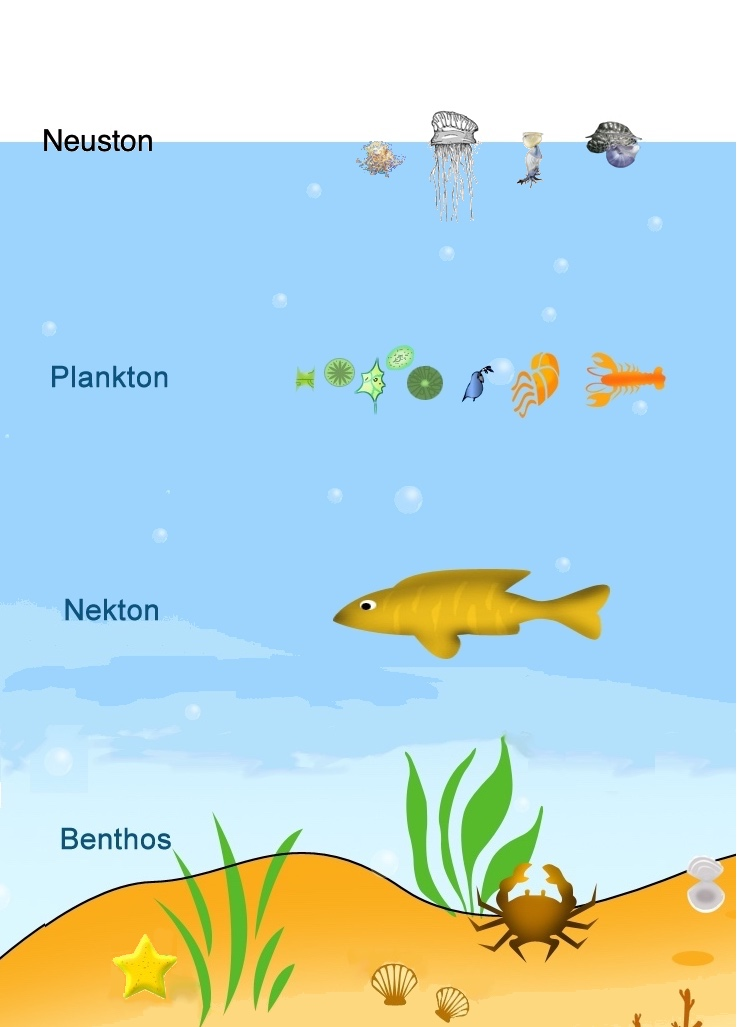
Diagrama de la clasificación de los organismos marinos.

Generalmente los organismos marinos se agrupan según su función, tamaño, y hábito de vida.
- Bentos: Organismos que dependen del fondo marino para vivir, ya sea en la zona  costera o en las zonas abisales. Son ejemplos bentónicos los pulpos, los corales, los  cangrejos, etc.
- Especies pelágicas: Organismos que no dependen del fondo marino para subsistir, encontrándose siempre nadando en la columna de agua. Son ejemplos pelágicos las caballas, las ballenas, los atunes, etc.
  - Necton: Organismos que pueden ofrecer resistencia a las corrientes marinas (pueden nadar). Son ejemplos de organismos nectónicos los calamares, los tiburones, los delfines, etc.
  - Plancton: Organismos que no pueden oponer resistencia a las corrientes marinas (no pueden nadar eficazmente), por lo que quedan a merced de estas. Ejemplos de seres planctónicos son la mayoría de medusas.
    - Zooplancton: Organismos planctónicos heterótrofos, es decir, que no pueden producir su propio alimento, por lo que la obtienen de otros organismos. Un ejemplo de zooplancton son los copépodos.
    - Fitoplancton: Organismos planctónicos autótrofos con capacidad fotosintética, por lo que son capaces de producir su propio alimento a través de la luz solar. Un ejemplo de fitoplancton son los dinoflagelados marinos.
    - Ictioplancton: Larvas y huevos de peces que se encuentran flotando libremente en los mares hasta que alcanzan el tamaño suficiente para dejar de ser desplazados por estos.
- Neuston: Organismos que componen el pleuston y que dependen de la capa superficial que separa el agua oceánica del aire atmosférico (interfase) para su subsistencia. Un ejemplo de organismo neustónico son los Halobates, una especie de insecto acuático.

### Fauna marina

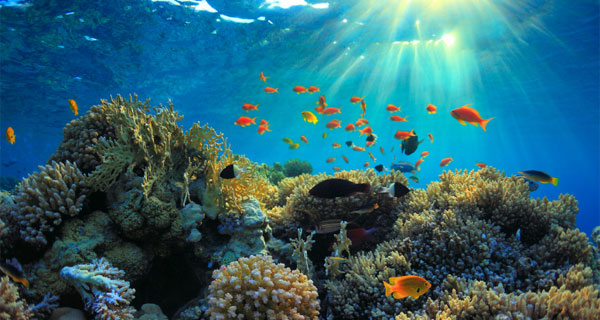
Cardumen de peces y corales marinos.

La fauna marina está compuesta por animales u organismos planctónicos no clorofílicos, y son conocidos desde el punto de vista de la productividad terrestre como heterótrofos. Comprenden una multitud de formas, tamaños y colores. La fauna marina está representada por varios grupos, desde formas unicelulares entre las que se encuentran los protozoos como dinoflagelados, foramíniferos y radiolados, hasta animales vertebrados como los peces e invertebrados tales como las medusas, los corales, las esponjas, los crustáceos, las estrellas de mar, los moluscos, etc. La fauna marina es muy importante ya que desempeña un papel crucial en la transferencia de la energía sintetizada por el fitoplancton a los animales superiores de la cadena trófica como los peces, por ejemplo atunes y sardinas.
Además, la fauna marina puede utilizarse como bioindicador de la calidad del agua ya que los organismos que la conforman responden rápidamente a los cambios en el medio ambiente, como los que se producen cuando hay emisión de contaminantes químicos y se vierten aguas residuales. En definitiva, cuando un entorno se contamina con hidrocarburos o desechos de materia orgánica, algunas especies pierden un gran número de individuos, lo que reduce sus poblaciones. En cambio, otras especies son más resistentes, en cuyo caso sus poblaciones aumentan. Así, la fauna marina puede considerarse un excelente bioindicador del estado ambiental de un determinado ecosistema. Sin embargo, cabe señalar que cada especie responde de manera diferente a los cambios en el medio ambiente por lo que es necesario identificar qué especies son los mejores indicadores para un determinado parámetro.
La fauna marina va desde los organismos que habitan zonas cerca de la superficie hasta la poco conocida fauna abisal de las profundidades del mar. En todos estos hábitats uno de los grupos más amplios son los invertebrados marinos ya que presentan formas y comportamientos muy diferentes al haber sido los primeros animales en evolucionar. Pueden encontrarse en los entornos más diversos y pueden ser parásitos de otros animales. Los principales filos de invertebrados son: poríferos, celentéreos, platelmintos, nemátodos, anélidos, artrópodos, moluscos y equinodermos. Todos estos filos cuentan con representantes en el mar.
Dentro de los invertebrados marinos están aquellos bentónicos que se encuentran habitando diferentes tipos de sustratos en los hábitats oceánicos. Estos pueden estar compuestos por fragmentos de plantas, sedimentos diversos, macrófitos, algas filamentosas, entre otros. Los organismos bentónicos se han utilizado como bioindicadores en la evaluación de los impactos ambientales causados por el mal uso de los recursos naturales en el medio ambiente. Los animales, las plantas y los microorganismos, así como sus complejas interacciones con el medio ambiente, responden de forma diferente a los cambios del paisaje, proporcionando información que no solo indica la presencia de contaminantes, sino también de su impacto en la calidad de los ecosistemas.
También se hallan los invertebrados nectónicos caracterizados por poseer una simetría pentarradial y un esqueleto calcáreo que protege gran parte de su cuerpo. Aparte de algunos huesecillos esqueléticos aislados de estrellas de mar muy pequeños y difíciles de encontrar, los fósiles de equinodermos más frecuentes corresponden a caparazones de erizos de mar, de los que es más habitual encontrar solo fragmentos dispersos. Se conocen varias especies del Mioceno, incluyendo algunas formas que vivían permanentemente enterradas en los sedimentos, así como otras, a veces de grandes dimensiones, que vivían en el lecho marino.

### Flora marina

#### Macroalgas
Las macroalgas son un tipo de alga marina de tamaño macroscópico, multicelulares en general y que por lo tanto se diferencian de las microalgas, las cuales son de tamaño microscópico y son unicelulares. Las macroalgas no deben confundirse con la pradera marina, la cual es un lecho marino poblado por plantas vasculares y no por algas. Entre las macroalgas más conocidas se encuentran el sargazo y el kelp, el cual conforma los bosques de algas, uno de los ecosistemas marinos más importantes.

#### Pastos marinos
Las praderas de pastos marinos son un tipo de ecosistemas marinos que están conformadas por plantas angiospermas, los cuales componen densos pastizales submarinos adheridos a los sedimentos (y sustratos tales como lodo, arena, arcilla y rocas) en áreas poco profundas a lo largo de las costas.
Este tipo de praderas están consideradas como las únicas plantas marinas que se encuentran completamente sumergidas bajo el mar, ocupando tan solo el 0,2 % del fondo marino. Cuando la marea baja, estas plantas se llegan a observar cerca de la costa como una gran alfombra verde.

### Microorganismos marinos

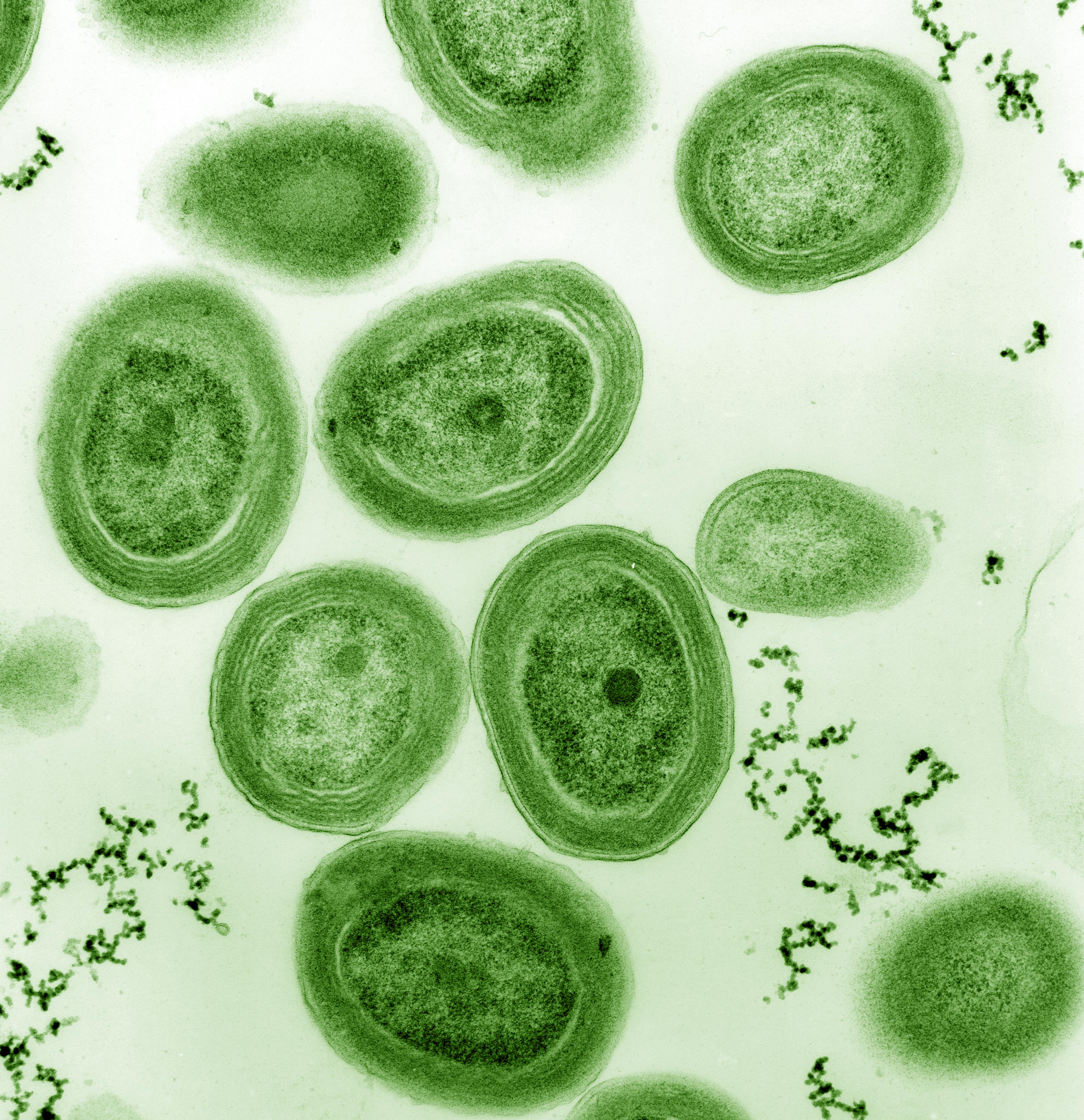
Prochlorococcus marinus, una cianobacteria marina que probablemente sea el organismo fotosintético más abundante de la tierra.

Los microorganismos marinos son de gran importancia debido a que la mayoría de estos realizan la descomposición de la materia orgánica y la producción primaria en los ecosistemas marinos. Debido a su gran abundancia, los organismos fitoplanctonicos (clorofílicos) tales como diatomeas son los responsables de la mayor producción, por medio de la fotosíntesis, de oxígeno al año en todo el planeta; siendo mayor que la producción de todos los bosques, junglas y selvas del planeta juntos. La mayor parte de los microbios marinos son bacterias y microalgas, aunque también existe una diversa variedad de microhongos. 
Muchas de las bacterias marinas están dispersas por todos los océanos soportando condiciones extremas, por lo que a la gran mayoría de estas se las conoce como extremófilas. Se ha llegado a estimar que alrededor de un 70 % a 90 % de la biomasa del océano está conformada por microorganismos, desempeñando una función crucial en el ciclo biogeoquímico de varios elementos, así como en el ciclo de nutrientes en el mar. Además, se sabe que al año los microorganismo de los océanos producen un aproximado de 27 000 millones de toneladas de oxígeno, lo que representa alrededor de la mitad del oxígeno de la atmósfera terrestre.

## Organismos adaptados al mar

### Mamíferos marinos
Los mamíferos marinos son un grupo variado de aproximadamente 130 especies de mamíferos que se han adaptado a la vida en el mar o dependen de él para su alimentación. El término mamífero marino no designa a un conjunto taxonómico preciso. En este grupo se incluyen los cetáceos (ballenas, delfines y marsopas), los sirenios (manatíes y dugongos), los pinnipedos (focas verdaderas, otarios y morsas) y algunas nutrias (la nutria marina y el gato de mar). El oso polar, aunque no es un animal acuático, también se suele agrupar con los mamíferos marinos debido a que vive en los hielos marinos durante todo o la mayor parte del año y a su alto grado de adaptación a la vida en el mar.
Los mamíferos marinos adquirieron distintos rasgos para adaptarse a la vida en el mar, como un tamaño generalmente mayor, forma corporal hidrodinámica, modificaron apéndices y experimentaron adaptaciones termoregulatorias. Las diferentes especies, sin embargo, se adaptaron a la vida marina en distintos grados. Los más adaptados son los cetáceos y los sirenios, cuyo ciclo de vida discurre totalmente en el agua, mientras que los demás grupos pasan al menos algún tiempo en tierra.

### Reptiles marinos
Los reptiles marinos son reptiles que se han adaptado a la vida acuática o semi-acuática en un ambiente marino.
Los primeros reptiles marinos fueron los mesosáuridos, que surgieron en el período Pérmico, en la era Paleozoica. Durante el Mesozoico, muchos grupos de reptiles se adaptaron a la vida en los mares, incluidos los subtipos conocidos, tales como los ictiosaurios, plesiosaurios (anteriormente incluidos en el grupo "Enaliosauria", mosasaurios, nothosaurios, placodontes, thalattosaurios, Thalattosuchia y las tortugas marinas (del orden Testudines).
Con la extinción masiva al final del periodo Cretácico, los reptiles marinos se extinguieron por completo, a excepción de las tortugas marinas, y fueron reemplazados por los mamíferos marinos. En la actualidad, entre los reptiles marinos se incluyen las tortugas marinas, iguanas marinas, serpientes de mar y cocodrilos de agua salada.

### Aves marinas
Las aves marinas son un tipo de aves adaptadas para la vida en hábitats marinos. Si bien son muy distintas entre sí en cuanto a su estilo de vida, comportamiento y fisiología, suelen manifestar casos de evolución convergente, dado que desarrollaron adaptaciones similares ante problemas idénticos, relacionados con el ambiente y los nichos de alimentación. Las primeras aves marinas evolucionaron en el período Cretácico, aunque las familias modernas surgieron en el Paleógeno.
Por lo general, las aves marinas viven mucho tiempo, se reproducen más tarde y en sus poblaciones hay menos individuos jóvenes, a los que los adultos dedican mucho tiempo. Numerosas especies anidan en colonias, que pueden variar de tamaño entre una docena de aves y millones. Otras son conocidas por realizar largas migraciones anuales, que las llevan a cruzar el ecuador o en muchos casos rodear la Tierra. Pueden alimentarse en la superficie del océano o en sus profundidades, e incluso entre sí. Algunas son pelágicas o costeras, mientras que otras pasan parte del año alejadas completamente del mar.
La morfología de las aves marinas depende de muchos factores. Por ejemplo, la simetría del cuerpo de las aves se determina por el tipo y las funciones de su vuelo, que se agrupan en las categorías de caza, desplazamiento a lugares de anidación o reproducción y migración. Un ave marina tiene, en promedio, una masa corporal de alrededor de 700 g, una envergadura de 1,09 m y un área total de alas de 0,103 m². Sin embargo, estas variables dependen del mecanismo de vuelo y de la etiología de la especie.

### Plantas marinas
Una pradera marina es un lecho marino poblado por plantas angiospermas, monocotiledóneas, perennes y rizomatosas, pertenecientes a una de las familias de monocotiledóneas que poseen representantes en hábitats estrictamente salinos (no salobres ni de agua dulce), en la mayor parte de los océanos del mundo: Zosteraceae, Posidoniaceae, Cymodoceaceae, algunos géneros de Hydrocharitaceae, y ocasionalmente Ruppiaceae.

## Principales ecosistemas marinos
Zona costeraNormalmente se considera zona costera, también llamada zona nerítica, a aquella que se encuentra sobre la influencia de los mares donde la luz puede penetrar profundamente permitiendo así la producción de la fotosíntesis en algas y otros organismos. Su profundidad es desde los 1 a los 200 metros, esta zona también se llama zona fótica porque recibe luz en abundancia.
Zona de penumbraEsta zona es característica por recibir luz solar, aunque poca, y por la transparencia de los seres que habitan esta zona. Su fauna más característica son pulpos, calamares, medusas, peces y plancton. Su profundidad es desde 200 m hasta 1000 metros.
Zona abisalEsta zona es la más amplia del planeta, pero sin embargo ha sido pésimamente explorada, ya que solo han bajado un número determinado de ROV's y batiscafos. En esta zona no hay luz solar, por lo que sus habitantes son de color negro, pardo y rojo. Su fauna es muy extensa, comprende desde copépodos hasta el calamar gigante.
Zona hadalLlamada así en honor de Hades, el dios griego de los muertos, esta es la zona oceánica más profunda del planeta. Solo un batiscafo ha descendido a esta zona, el triestre. Su fauna es escasa, se compone de gusanos excavadores, algunos tipos de peces, holoturias y pepinos de mar. Su profundidad es desde 6000 a 10 911 metros de profundidad.

## Futuro de las investigaciones actuales

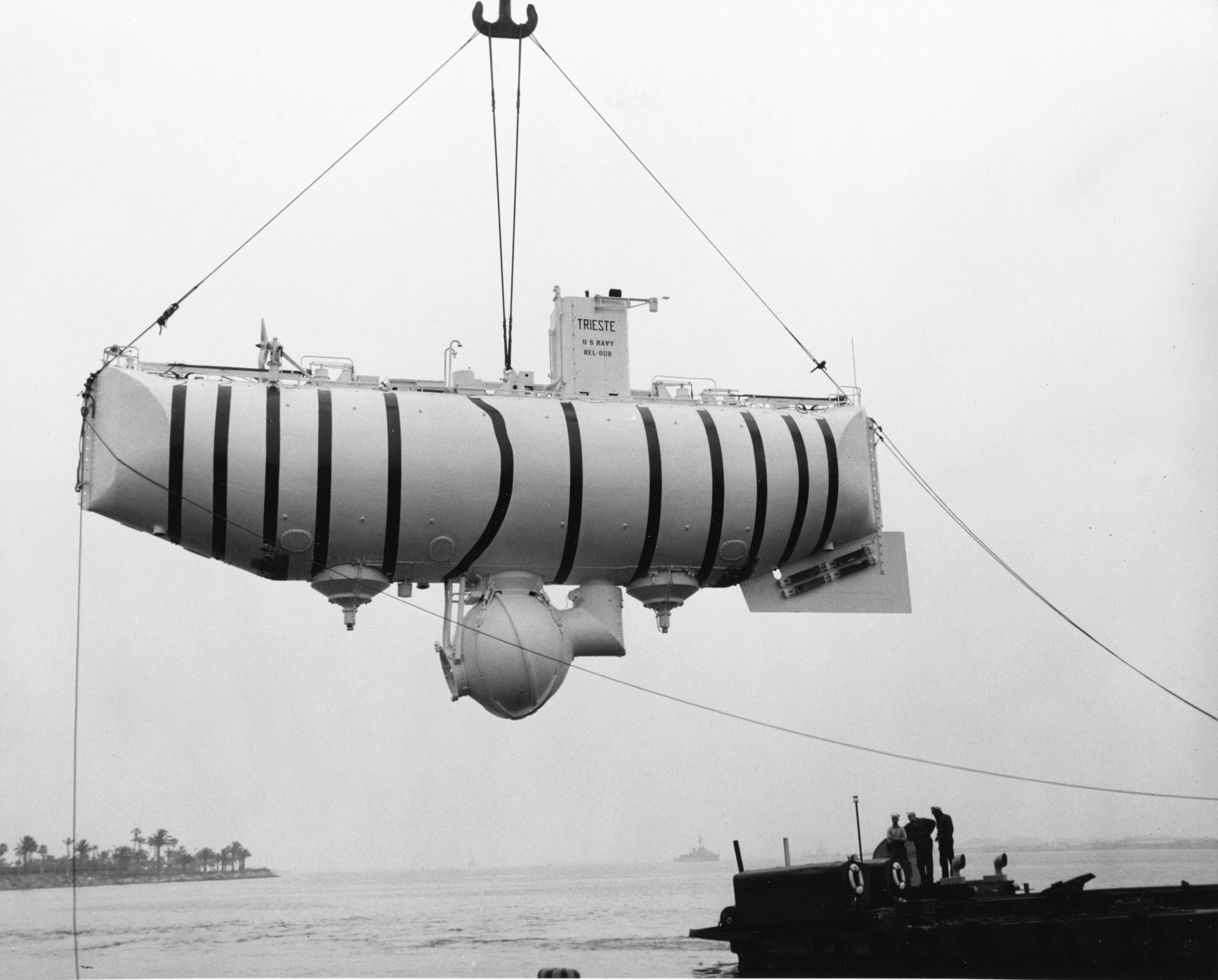
En 1960, el Batiscafo Trieste fue el primer vehículo tripulado en descender al fondo de la fosa de las Marianas, conocido por ser el punto más profundo de todo el océano.

Una de las líneas de investigación más activas en biología marina hoy en día es el estudio de los ciclos de vida de diversas especies marinas, el mapeo de las zonas en las que pasan su vida, cómo afectan los fenómenos del océano a los organismos y los efectos de otros innumerables factores oceánicos en su desarrollo y distribución. Solo recientemente ha sido posible llevar a cabo algunos de estos trabajos con la ayuda de tecnologías como el GPS, los registradores de datos y la fotografía subacuática. Asimismo, los avances en los dispositivos de rastreo submarino están arrojando algo de luz sobre lo poco que se sabe acerca de las desconocidas formas de vida que habitan en las grandes profundidades del mar.
Por otro lado, se tiene conocimiento de que la mayoría de los organismos marinos se reproducen en lugares específicos, en dichos lugares los organismos ovíparos como las tortugas marinas ponen huevos, pero solo en determinadas temporadas, luego pasan su etapa juvenil en un sitio y posteriormente maduran en otros lugares. No obstante, durante mucho tiempo los biólogos marinos no han tenido idea de dónde se encuentran muchas especies durante ciertos periodos de su ciclo vital. De hecho, muchas de las zonas por las que transitan algunas especies migratorias son todavía bastante desconocidas ya que los instrumentos de rastreo no funcionan para muchas de esas especies y las inclemencias adversas del océano no son favorables para el uso de algunas tecnologías. Pero en muchos casos, estos factores limitantes se están superando con la ayuda de tecnología de punta integrada en vehículos como el submarino y el ROV Sumergible.